# Pseudozoysia
Pseudozoysia is een geslacht uit de grassenfamilie (Poaceae). De soorten komen voor in  Afrika.

## Soorten
Van het geslacht zijn de volgende soorten bekend: 
- Pseudozoysia sessilis